# Friedrich Nather
Friedrich Nather (* 7. April 1924 in Freudenthal, Mährisch-Schlesien; † 14. April 2009 in Oberstaufen, Bayern) war ein deutscher Bauingenieur.

## Leben
Nather studierte Bauingenieurwesen an den Technischen Hochschulen in Wien und Karlsruhe und schloss 1949 mit Auszeichnung ab. Im Anschluss war er in leitenden Stellungen bei Unternehmen der Stahlbauindustrie tätig, anfangs bei der Dortmunder Union Brückenbau AG und der Firma Schäfer in Ludwigshafen. Schließlich kam er als Geschäftsführer zur Firmengruppe Hünnebeck.
Wegen seiner Veröffentlichungen zum Stahlbauwesen und seiner bahnbrechenden Konstruktionsvorschläge im Schrägseilbrückenbau und Lehrgerüstbau wurde er 1977 auf den Lehrstuhl für Stahlbau der Technischen Universität München berufen, den er bis zu seiner Emeritierung im Jahr 1992 innehatte. Zum Nachfolger Nathers wurde Gert Albrecht berufen.

## Ehrungen
- Bundesverdienstkreuz 1. Klasse
- Ehrenprofessor der Polytechnischen Universität Timișoara